# Octylhexanoat
Octylhexanoat ist eine organische Verbindung aus der Gruppe der Carbonsäureester. Sie leitet sich von 1-Octanol und Hexansäure ab.

## Vorkommen

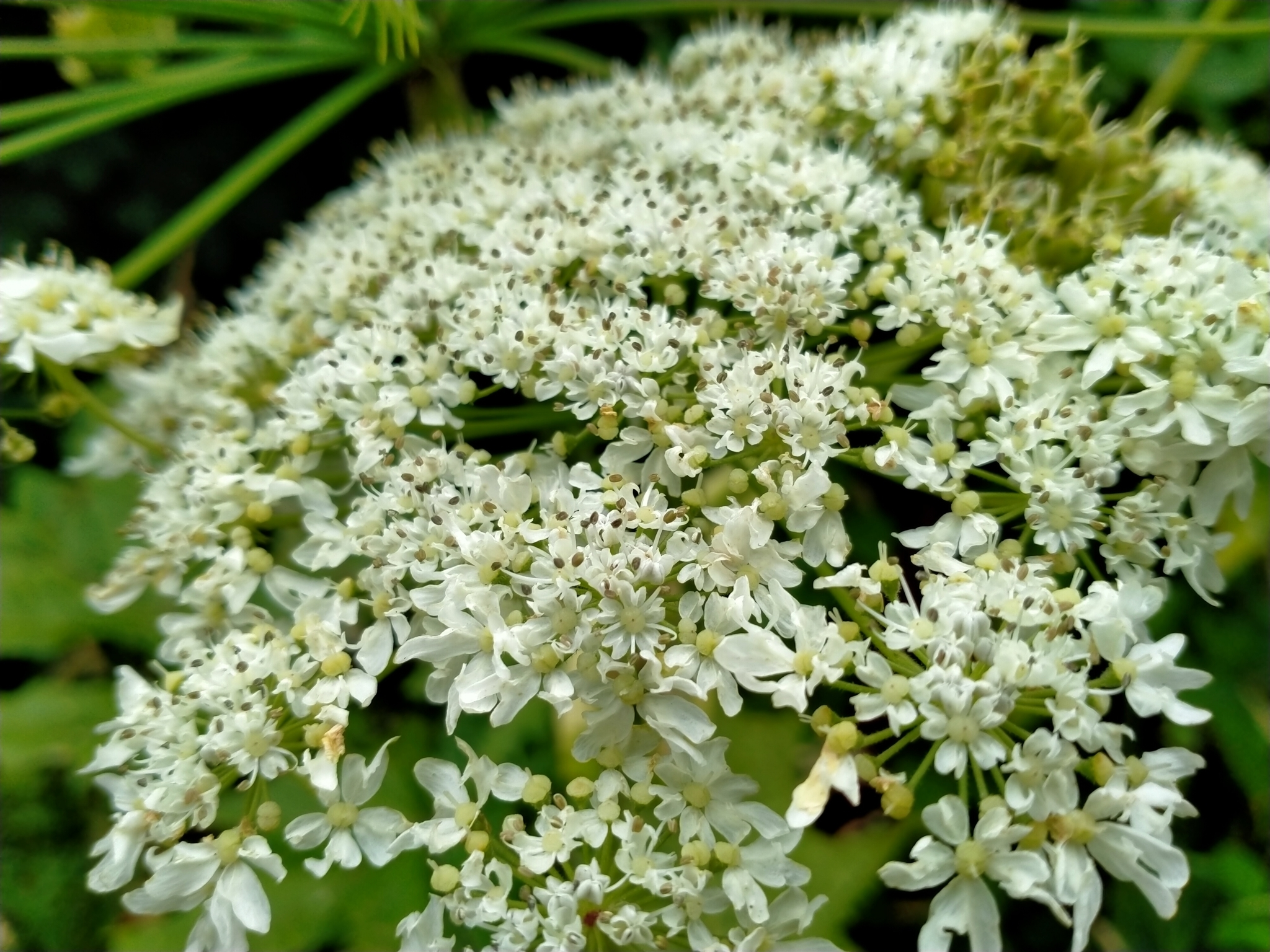
Riesen-Bärenklau

Octylester sind die Hauptbestandteile der ätherischen Öle vieler Arten der Gattung Bärenklau (Heracleum). Neben Octylacetat, Octylbutyrat und Octyloctanoat wurden in einer Studie bei verschiedenen Arten, darunter Riesen-Bärenklau, auch 0,8 bis 13 % Octylhexanoat gefunden. Das Alarmpheromon der Biene Trigona fulviventris (Gattung Trigona) besteht hauptsächlich aus Nerol und Octylhexanoat. Auch das Pheromon von Parallelostethus attenuatus (Familie Schnellkäfer) enthält Octylhexanoat.

## Herstellung
Octylhexanoat kann durch Veresterung von Hexansäure mit 1-Octanol gewonnen werden. Dafür eignet sich ein heterogener saurer Katalysator, beispielsweise ein Zeolith. Die Entfernung von entstehendem Wasser aus dem Reaktionsgemisch beschleunigt die Reaktion.

## Verwendung
Octylhexanoat ist in der EU unter der FL-Nummer 09.677 als Aromastoff für Lebensmittel zugelassen.